# 바즈라

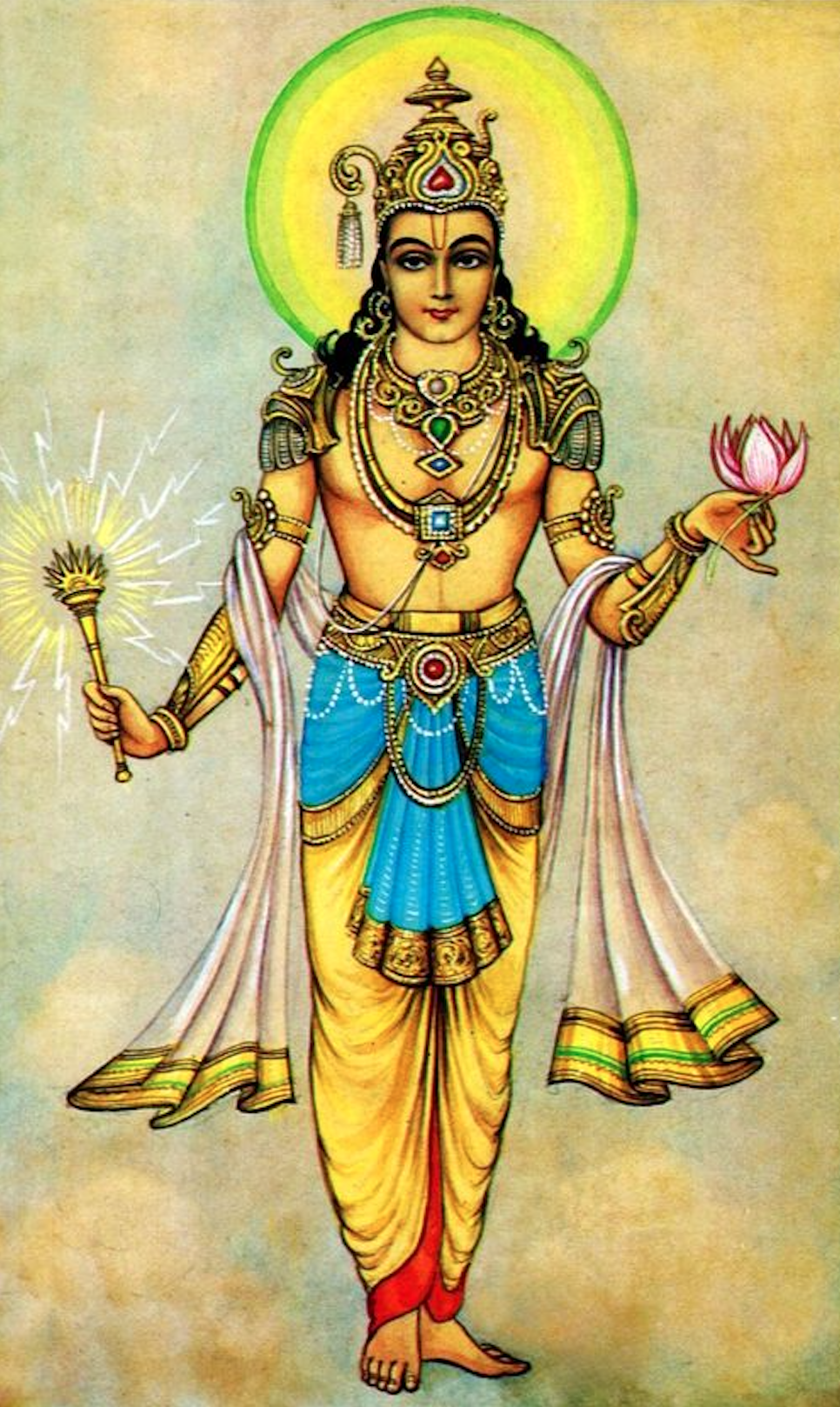
연꽃과 베다 형식의 바즈라를 든 인드라

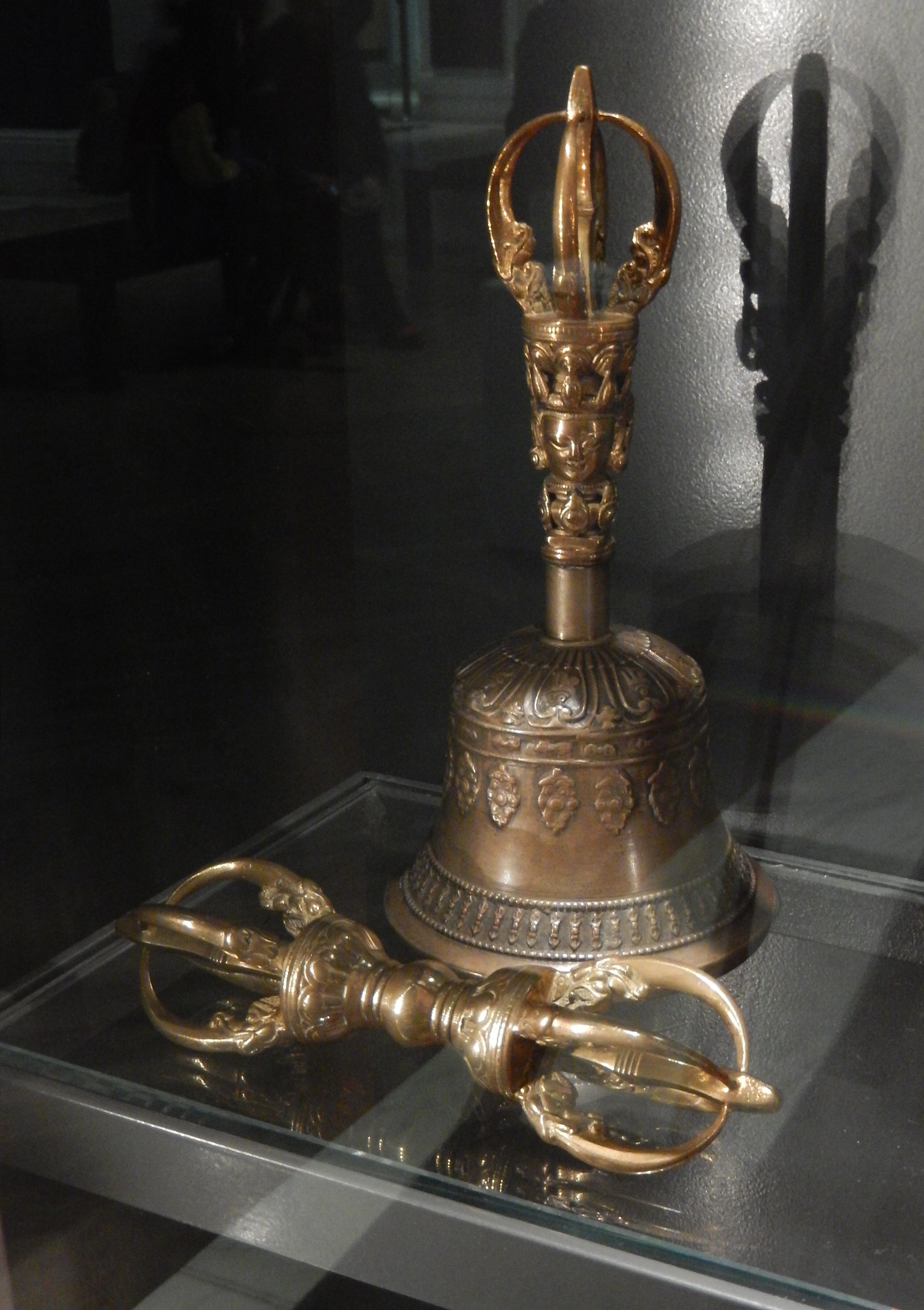
티베트 종과 도르제(바즈라)는 불가분의 의례 도구이다.

부탄의 국장에는 이중 바즈라가 나타난다.

바즈라(산스크리트어: वज्र) 또는 금강저(金剛杵)는 다이아몬드(불괴성)와 번개(저항할 수 없는 힘)의 속성을 상징하는 전설적이고 의례적인 도구이다. 또한 "의례용 무기"로 묘사되기도 한다. 종과 바즈라를 상징적이고 의례적인 도구로 함께 사용하는 것은 티베트 불교의 모든 유파에서 발견된다.
바즈라는 두 개의 홈이 있는 구형 머리를 가진 둥글고 대칭적인 금속 지팡이이다. 홈은 공 모양의 상단에서 만날 수도 있고, 분리되어 날카로운 끝으로 끝날 수도 있다. 바즈라는 종과 불가분의 관계에 있다고 여겨지며, 두 가지는 법물 상점에서 항상 세트로만 판매된다. 종 또한 홈이 있는 구형 머리를 가진 금속으로 만들어졌다. 종은 또한 여성 부처이자 아촉불의 배우자인 담비쉬와리의 얼굴을 묘사하고 있다.
바즈라는 데바들과 스바르가의 왕인 인드라의 무기와도 연관되어 있다. 힌두교, 불교, 자이나교의 다르마 전통에서 정신의 굳건함과 영적 힘을 나타내기 위해 상징적으로 사용된다.
인도 신화에 따르면 바즈라는 우주에서 가장 강력한 무기 중 하나로 여겨진다.

## 어원
아스코 파르폴라에 따르면, 산스크리트어 vajra-(वज्र-)와 그 아베스타어 동계어 vazra-는 궁극적으로 "강력해지다"를 의미하는 인도유럽조어 어근 *weg'-에서 유래했을 수 있다. 관련 우랄조어 *vaśara ("도끼, 곤봉", (나중에) "망치"; 따라서 우콘바사라, "우코의 망치")는 인도아리아조어 *vaj’ra-에서 온 초기 외래어이지만, 파르폴라와 카르펠란은 이란조어에서 온 것이 아니라고 주장하는데, 이는 그 구개음화된 치찰음이 이란조어에서 발생한 탈구개음화와 일치하지 않기 때문이다.

## 힌두교

### 리그베다
전통적으로 바즈라에 대한 가장 초기 언급은 네 가지 베다 중 하나인 리그베다에 있지만, 비문으로 볼 때 가장 초기 언급은 자바 왕의 이름의 일부로 나타난다. 그것은 데바의 우두머리인 인드라의 무기로 묘사된다. 인드라는 바즈라를 사용하여 죄인과 무지한 사람들을 죽이는 것으로 묘사된다. 리그베다는 이 무기가 신성한 도구를 만드는 트바쉬트르에 의해 인드라를 위해 만들어졌다고 명시한다. 관련된 이야기는 인드라가 손에 든 바즈라를 사용하여 뱀의 형태를 취한 아수라 브리트라를 죽였다고 묘사한다. 리그베다 무기 맥락에서, 바즈라라는 단어는 무기로서의 투석기뿐만 아니라, 특히 중동과 고대 세계, 특히 고전 고대 문화권에서 널리 사용되던 주조 납 투사체에 해당하는 특별히 제작된 매우 효과적인 투석기 투사체를 의미하는 데 사용된 것으로 보인다.
바즈라를 다루는 인드라의 숙련성 때문에 리그베다에서 인드라에게 사용된 별명 중 일부는 바즈라브리트(바즈라를 지닌 자), 바즈리바트 또는 바즈린(바즈라로 무장한 자), 바즈라닥시나(오른손에 바즈라를 든 자), 바즈라바후 또는 바즈라하스타(손에 바즈라를 든 자)였다. 바즈라와 인드라의 연관성은 후기 푸라나 문학 및 불교 문헌에서 일부 수정되어 계속되었다. 5세기 상좌부 불교의 주요 인물인 붓다고사는 보살 금강수를 인드라와 동일시했다.

### 푸라나

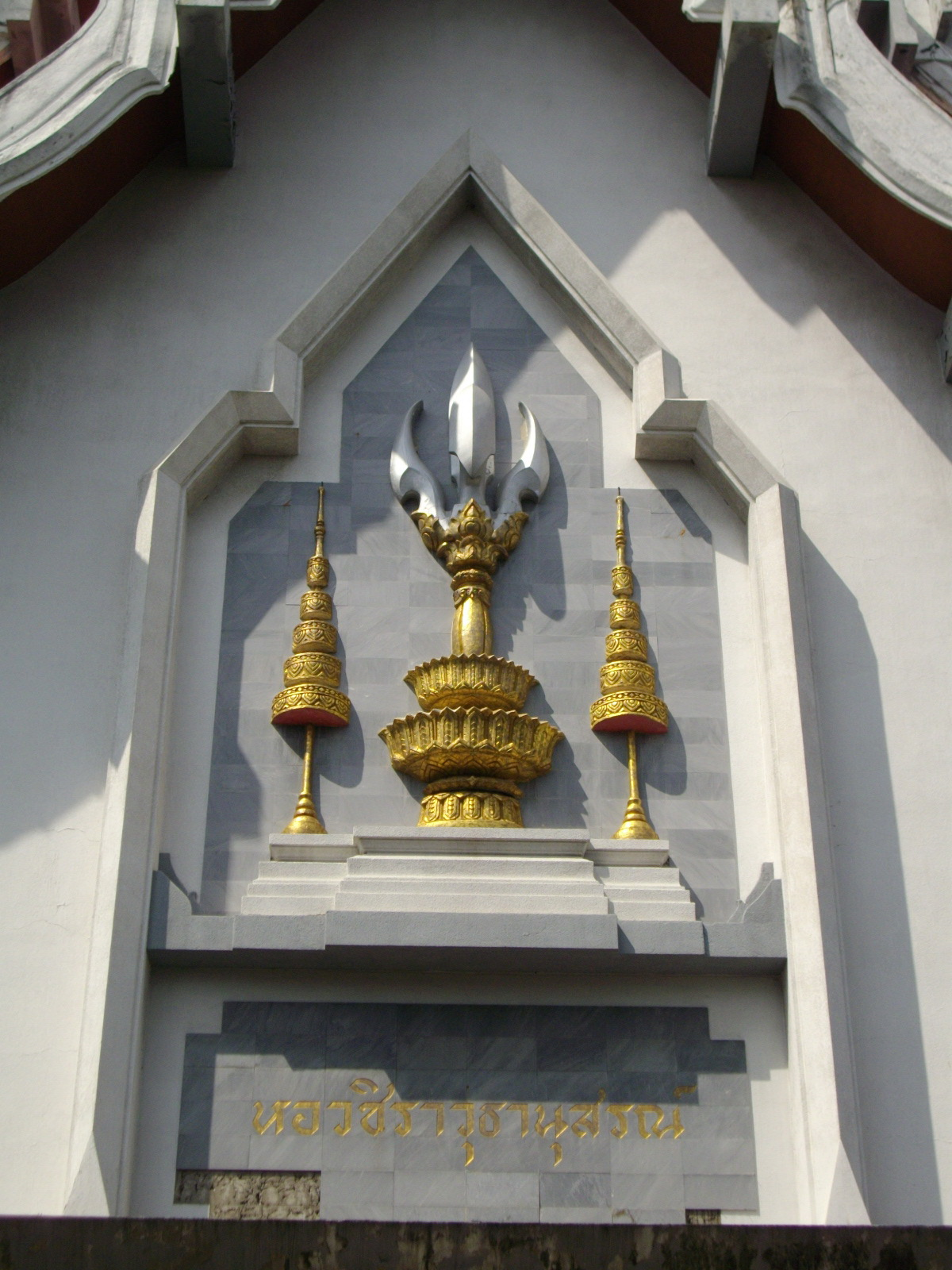
태국의 와치라웃 왕의 국새에 있는 인드라의 바즈라

많은 후기 푸라나는 리그베다 원본에서 이야기가 수정된 바즈라를 묘사한다. 한 가지 주요 추가는 현자 다디치의 역할과 관련이 있다. 한 이야기에 따르면, 데바의 왕인 인드라는 한때 브리트라라는 아수라에 의해 데바로카에서 쫓겨났다. 아수라는 자신이 축복을 받은 날까지 알려진 어떤 무기로도 죽일 수 없으며, 나무나 금속으로 만든 어떤 무기로도 해칠 수 없다는 축복을 받았다. 왕국을 되찾을 희망을 잃은 인드라는 그를 도울 수 없었던 시바에게 다가갔다고 전해진다. 인드라는 시바, 브라흐마와 함께 비슈누의 도움을 구하러 갔다. 비슈누는 인드라에게 다디치의 뼈로 만든 무기만이 브리트라를 물리칠 것이라고 밝혔다. 그리하여 인드라와 다른 데바들은 인드라가 한때 목을 잘랐던 현자에게 다가가 브리트라를 물리치는 데 도움을 요청했다. 다디치는 데바들의 요청에 동의했지만, 그들을 위해 목숨을 바치기 전에 모든 성스러운 강으로 순례를 떠날 시간이 있기를 바란다고 말했다. 그러자 인드라는 모든 성스러운 강물을 나이미샤 숲으로 모아 현자가 시간을 더 낭비하지 않고 소원을 이룰 수 있도록 했다. 다디치는 요가의 기술로 목숨을 바쳤고, 그 후 데바들은 그의 척추로 바즈라유다를 만들었다고 전해진다. 이 무기는 아수라를 물리치는 데 사용되어 인드라가 데바로카의 왕으로서의 지위를 되찾을 수 있게 했다.
다디치가 아수라가 그들을 얻기 위해 사용하던 신비한 기술에 데바들이 대적할 수 없었기 때문에 데바들의 무기를 지켜달라는 요청을 받았다는 또 다른 이야기가 있다. 다디치는 오랫동안 그 일을 맡아왔고 마침내 지쳐서 무기를 성스러운 물에 녹여 마셨다고 전해진다. 데바들은 한참 후에 돌아와 브리트라가 이끄는 아수라를 완전히 물리칠 수 있도록 무기를 돌려달라고 요청했다. 그러나 다디치는 자신이 한 일을 말해주고 그들의 무기가 이제 자신의 뼈의 일부가 되었다고 알렸다. 그러나 다디치는 자신의 뼈만이 데바들이 아수라를 물리칠 수 있는 유일한 방법이라는 것을 깨닫고 자신의 고행의 힘으로 소환한 신비한 불꽃 구덩이에서 기꺼이 목숨을 바쳤다. 브라흐마는 그 후 다디치의 뼈로 그의 척추로 만들어진 바즈라유다를 포함하여 많은 무기를 만들었다고 전해진다. 데바들은 그렇게 만들어진 무기를 사용하여 아수라를 물리쳤다고 전해진다.
전쟁의 신 스칸다(카르티케야)가 바즈라를 들고 있는 것으로 묘사된 경우도 있었다.

### 라마야나
라마야나에 따르면, 어린 하누만은 엄청나게 커져서 익은 과일로 여기고 해를 삼키려 했다. 그는 또한 해를 삼키는 신성한 임무를 맡은 라후를 삼키려 했다. 격분한 라후는 인드라에게 자신의 사정을 호소했고, 인드라는 즉시 자신의 코끼리 아이라바타를 타고 현장에 나타났다. 하누만이 자신의 코끼리를 잡으려 하자, 인드라는 바즈라로 하누만의 턱을 때려 보복했다. 하누만은 땅으로 떨어졌고, 그 아이의 영적인 아버지이자 바람의 신인 바유가 그가 땅에 부딪히기 전에 그를 붙잡고 그와 함께 동굴로 들어갔다. 이에 대한 보복으로 바유는 창조물 전체에 퍼져 있는 모든 공기를 불러들여 우주의 모든 생명체가 질식하게 만들었다. 창조의 신 브라흐마는 바유를 달래기 위해 많은 신들을 동굴로 소환했다. 인드라는 하누만의 사지에 자신의 천상의 번개의 힘을 불어넣었다.

## 밀교 (불교)
불교에서 금강저 또는 도르제는 금강승의 상징이며, 티베트 불교와 가장 밀접하게 연관되어 있다. 바즈라야나는 "금강승"으로 번역되며, 불교의 깨달음 또는 보리의 번개와 같은 경험을 의미할 수 있다. 또한 다이아몬드가 다른 보석보다 단단한 것처럼 불괴성을 의미한다.

### 상징성

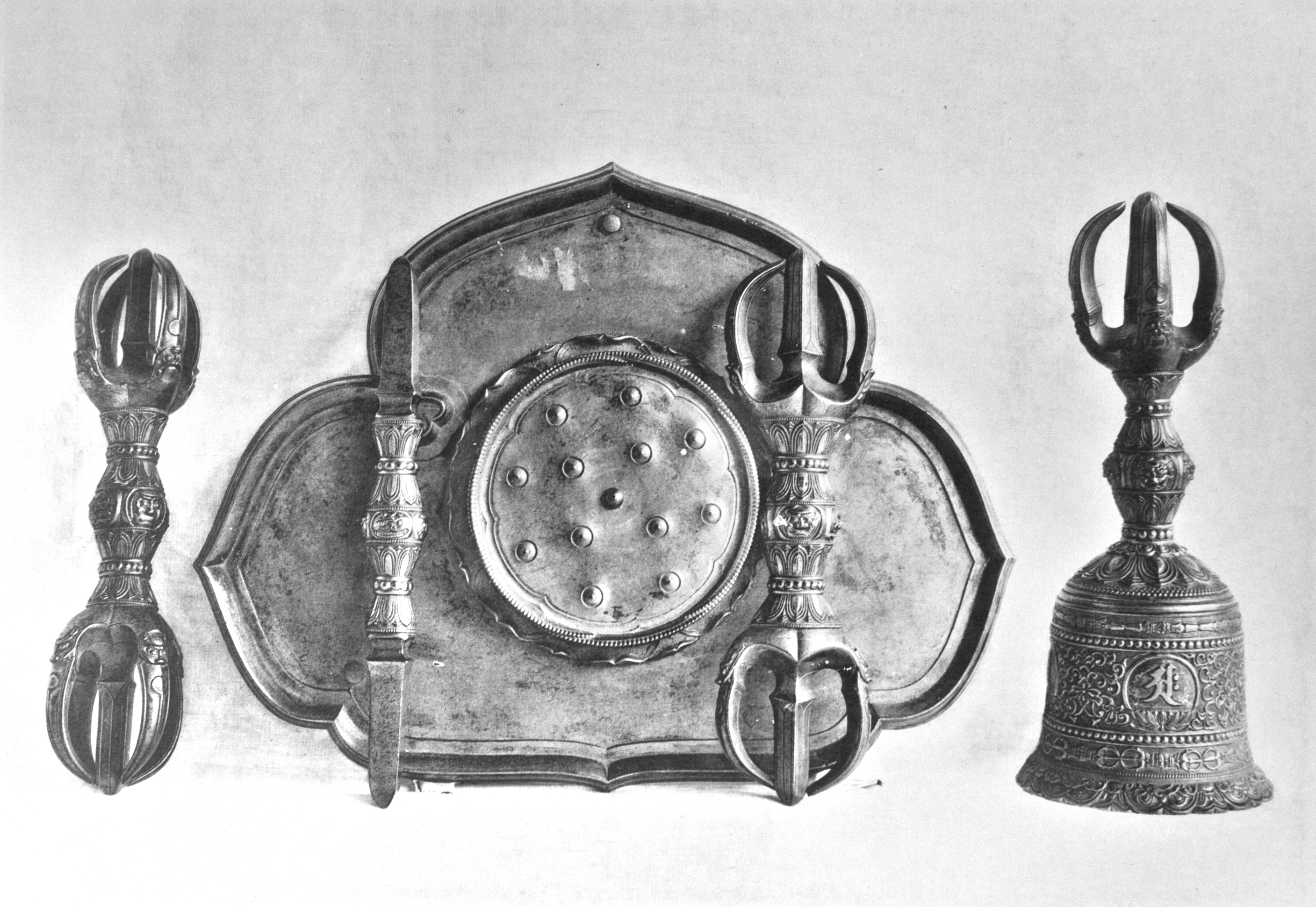
일본 이쓰쿠시마 신사의 다섯 가지 밀교 의례용품: 오고저(五鈷杵, gokosho), 독고저(独鈷杵, tokkosho), 금강저와 종 스탠드(金剛盤, kongōban), 삼고저(三鈷杵, sankosho), 오고령(五鈷鈴, gokorei).

불교의 밀교 전통에서 금강저는 현실의 본질, 즉 순야타의 상징으로, 무한한 창의성, 잠재력, 숙련된 활동을 나타낸다. 금강저와 종은 허락을 받은 밀교 수행자들이 많은 독송 의례에서 사용한다. 금강저는 탄트리카에게 많은 것을 상징하는 남성 다의어 상징이며, 종은 여성의 상징이다. 금강저는 방편 또는 숙련된 수단을 나타내며, 그 짝 도구인 종은 반야 또는 지혜를 나타낸다. 일부 신들은 각기 다른 손에 금강저와 종을 들고 있는 모습으로 나타나는데, 이는 각각 자비와 지혜의 힘의 결합을 상징한다.

### 금강저
금강저를 상징하는 도구는 탄트라 의례에서 광범위하게 사용된다. 그것은 구형의 중앙 부분과, 구의 양쪽에 있는 연꽃에서부터 아치형으로 뻗어 나와 중앙에서 등거리에 있는 두 지점에서 한 점으로 모이는 두 세트의 다섯 갈래로 구성되어 있다.
금강저는 여러 부분으로 구성되어 있다. 중앙에는 공, 즉 우주의 원초적 본성, 만물의 근본적인 통일성을 나타내는 구가 있다. 구에서 여덟 잎의 연꽃 두 송이가 솟아 나온다. 하나는 현상계(불교 용어로는 윤회)를 나타내고, 다른 하나는 누메나 세계(열반)를 나타낸다. 이는 깨닫지 못한 자가 인식하는 근본적인 이분법 중 하나이다.
연꽃 입 주위에 고르게 배열된 두 개, 네 개 또는 여덟 개의 생물은 마카라라고 불린다. 이들은 반어 반악어의 신화적 생물로, 대립의 결합을 나타낸다. 마카라의 입에서 혀가 나와 한 점으로 모인다.
다섯 갈래 바즈라(네 마카라와 중앙 갈래 포함)가 가장 흔히 볼 수 있는 바즈라이다. 바즈라의 누메나 쪽의 다섯 요소와 현상 쪽 사이에는 정교한 상응 체계가 있다. 한 가지 중요한 상응은 다섯 가지 "독"과 다섯 가지 지혜 사이의 상응이다. 다섯 가지 독은 존재의 마음의 원래 순수성을 가리는 정신 상태인 반면, 다섯 가지 지혜는 깨달은 마음의 다섯 가지 가장 중요한 측면이다. 다섯 가지 지혜 각각은 또한 부처 형상과 연관되어 있다. (오지여래 참조)

### 딸려오는 종

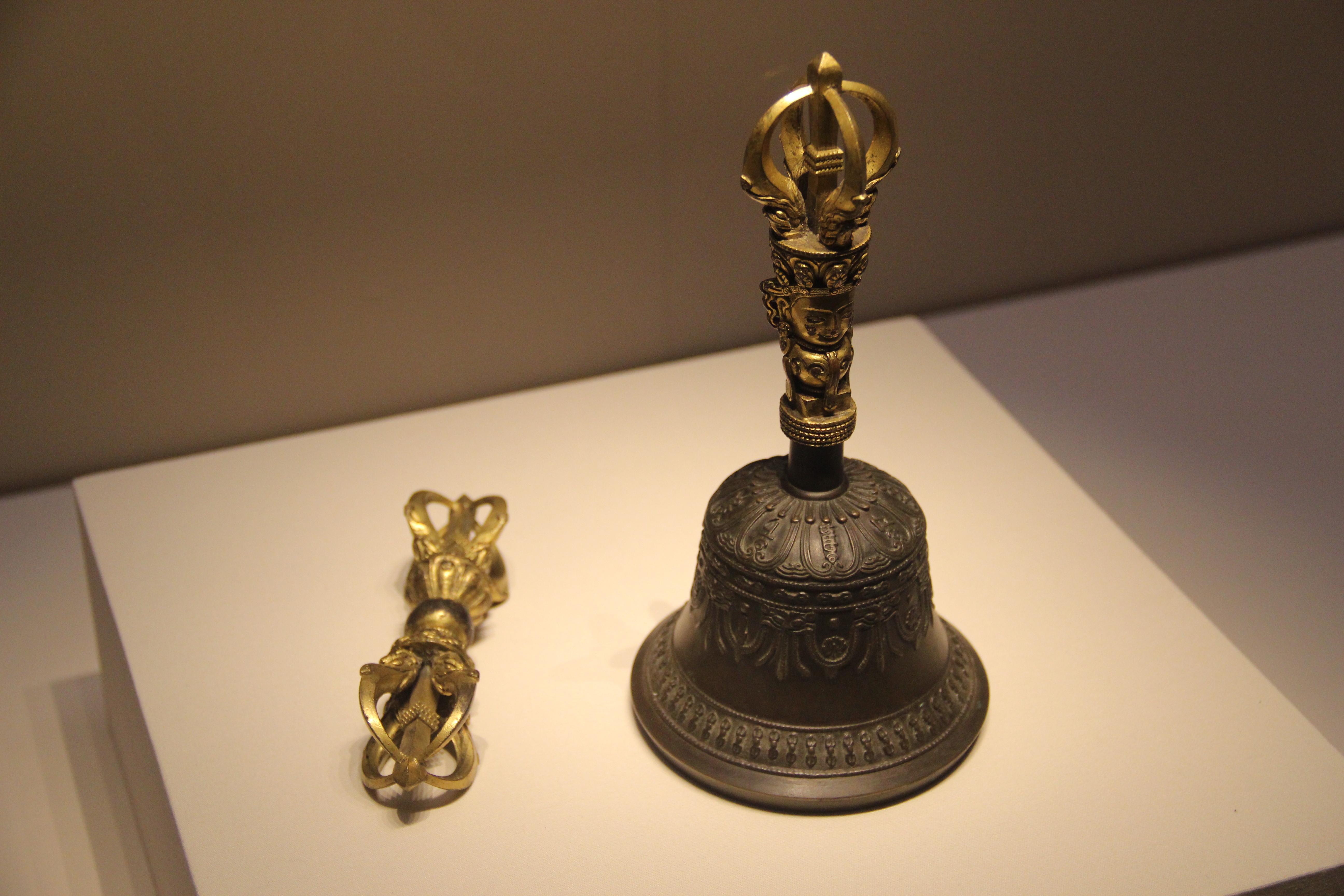
선덕제 시대 명나라 때 만들어진 중국의 오고저(jīngāngchǔ 金剛杵)와 간다(jīngānglíng 金剛鈴). 중국 불교에서 이 도구들은 주로 유가염구와 수륙재(水陸法會)와 같은 밀교 요소를 포함하는 밀교 의례에서 사용된다.

금강저는 거의 항상 간다라고 불리는 의례용 종과 짝을 이룬다. 표준 티베트어로 티베트 불교의 종교 의례에 사용되는 의례용 종은 "드릴 부"(འབྲིལ་བུ)이다. 승려와 신도들은 의례 중에 종을 울린다. 이 의례 도구들은 함께 지혜와 자비의 불가분성을 나타낸다.
종은 밀교 불교 의례에서 모든 악기 중 가장 흔히 사용되는 악기이다. 종소리는 매우 상서로운 것으로 간주되며, 의례가 행해지는 곳에서 악령을 쫓아낸다고 믿어진다. 종이 금강저와 함께 사용될 때 그 사용법은 의례나 낭송되는 진언에 따라 달라진다. 명상 중 종을 울리는 것은 부처가 불법을 가르치는 소리를 나타내며 지혜의 성취와 공의 이해를 상징한다. 만트라를 낭송하는 동안 종과 금강저는 다양한 의례적인 방식으로 함께 사용되어 남성 원리와 여성 원리의 결합을 나타낸다.
종의 빈 공간은 종소리를 포함하여 모든 현상이 발생하는 공(void)을 나타내며, 종의 추는 형상을 나타낸다. 함께 그들은 지혜(공허)와 자비(형상 또는 외관)를 상징한다. 소리는 모든 현상처럼 발생하고, 방출된 다음 다시 공허로 녹아든다.

### 도상학 및 종교 용어

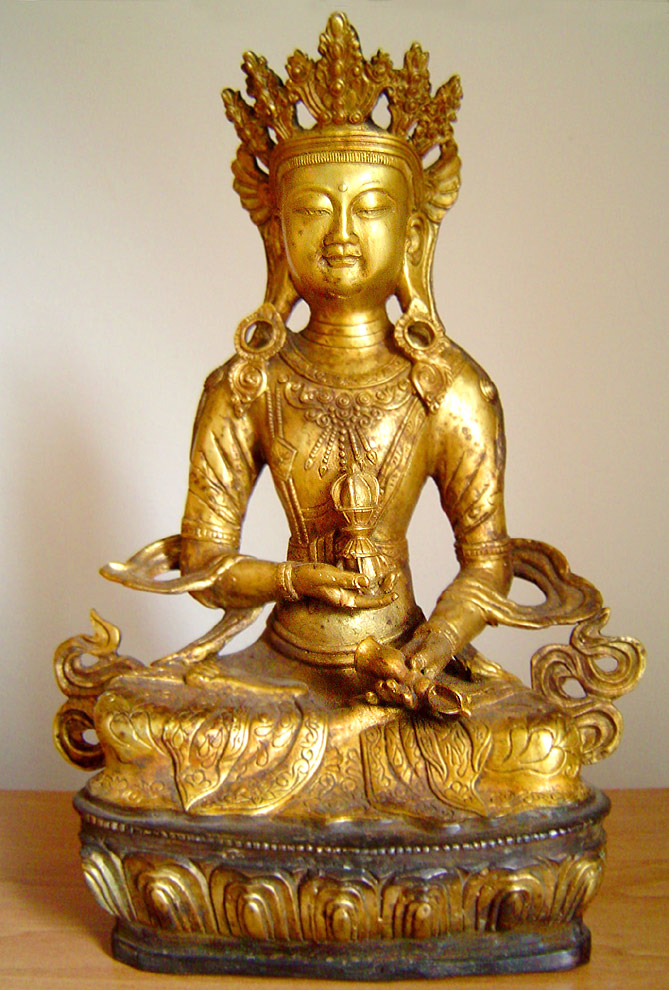
금강살타는 오른손에 금강저를, 왼손에 종을 들고 있다.

밀교 도상학의 다양한 인물들은 금강저를 들고 있거나 휘두르는 모습으로 나타난다. 이들 중 가장 유명한 인물은 금강수, 금강살타, 그리고 금강장이다. 분노한 금강수(문자 그대로 손에 바즈라를 든 자)는 오른손에 금강저를 머리 위로 휘두른다. 금강살타(문자 그대로 바즈라 존재)는 오른손에 금강저를 가슴에 댄다. 금강장은 금강저와 종을 가슴 앞에서 교차시킨 손으로 잡고 있다.
이 용어는 밀교 문헌에서 광범위하게 사용된다. 영적 스승을 바즈라차리야라고 부르며, 다섯 가지 지혜불 중 한 분이 금강살타 등이다. 용어, 이름, 장소 등에 바즈라를 접두어로 붙이는 관행은 모든 현상의 초월적 측면을 인식하려는 의식적인 시도를 나타낸다. 이는 영적 수행자의 활동을 "신성하게" 만드는 과정의 일부가 되었고, 그가 자신의 모든 정신적, 신체적 에너지를 영적 삶에 참여시키도록 장려했다.

## 인도 문화에서
힌두교 수녀 시스터 니베디타는 빨간색 배경에 노란색 바즈라가 있는 독립 인도 국기의 제안된 국기를 디자인했다. 인도의 최고 전시 군사 훈장인 파람 비르 차크라는 현자 다디치가 기증한 뼈로 인드라의 무기인 바즈라의 모티프를 포함하고 있으며, 이는 그의 희생에 대한 헌정이다.

## 참고 문헌
- Achuthananda, Swami (2018). 《The Reign of the Vedic Gods》. Relianz. ISBN 978-0-9757883-1-8.
- Banerjee, S. (2012). 《Make Me a Man! Masculinity, Hinduism, and Nationalism in India》. State University of New York Press. ISBN 978-0-7914-8369-5.
- Beer, Robert (2003). 〈The Vajra〉. 《The Handbook of Tibetan Buddhist Symbols》. Serindia. 87–92쪽. ISBN 978-1-932476-03-3.
- Clothey, F. W. (2019). 《The Many Faces of Murukan: The History and Meaning of a South Indian God. With the Poem Prayers to Lord Murukan》. De Gruyter. ISBN 978-3-11-080410-2.
- DeCaroli, R. (2004). 《Haunting the Buddha: Indian Popular Religions and the Formation of Buddhism》. Oxford University Press, USA. ISBN 978-0-19-516838-9.
- Dodrupchen Jigme Tenpé Nyima (2022) [2003]. “On the Symbolism of the Vajra and Bell”. 《Lotsawa House》. 번역 Adam Pearcey. 2025년 4월 9일에 확인함.
- Dudjom Dorjee, Lama (2013). 《Stillness, Insight, and Emptiness: Buddhist Meditation from the Ground Up》. Shambhala. ISBN 978-1-55939-420-8.
- Easton, C. (2023). 《Embodying Tara: Twenty-One Manifestations to Awaken Your Innate Wisdom》. Shambhala. ISBN 978-1-64547-114-1.
- Huntington, John C. (2003). 〈Practitioner as Perfected Being: Meditations of Vajrasattva〉.   Huntington, J. C.; Bangdel, D. 《The Circle of Bliss: Buddhist Meditational Art》. Serindia Publications. 208–229쪽. ISBN 978-1-932476-01-9.
- Jigme Lingpa (2022). 《The Copper-Colored Mountain: Jigme Lingpa on Rebirth in Padmasambhava's Pure Land》. Shambhala. ISBN 978-0-8348-4437-7.
- Lutgendorf, Philip (2006). 《Hanuman's Tale: The Messages of a Divine Monkey》. Oxford University Press. ISBN 978-0-19-804220-4.
- Parpola, Asko; Carpelan, Christian (2005).  Edwin Francis Bryant; Laurie L. Patton, 편집. 《The Indo-Aryan Controversy: Evidence and Inference in Indian History》. Routledge. ISBN 978-0-7007-1463-6.
- Parpola, Asko (2015). 《The Roots of Hinduism: The Early Aryans and the Indus Civilization》. Oxford University Press. ISBN 978-0-19-022691-6.
- Slaje, Walter (2022). 《Vájra: Zur Schleuderwaffe im Rigveda》. Conundrums in Indology (독일어) III. Halle: Universitätsverlag. ISBN 978-3-86977-253-0.
- Thubten, Anam (2022). 《Into the Haunted Ground: A Guide to Cutting the Root of Suffering》. Shambhala Publications. ISBN 978-1-61180-981-7.
- Tulsidas (1883). 《The Rámáyana of Tulsi Dás》. North-Western Provinces and Oudh Government Press.
- Valmiki (2017). 《The Rāmāyaṇa of Vālmīki: An Epic of Ancient India, Volume VI: Yuddhakāṇḍa》. Princeton University Press. ISBN 978-0-691-17398-6.
- Vessantara (2001). 《The Vajra and Bell》. Windhorse Publications. ISBN 978-1-899579-41-9.
- Walia, S. (2021). 《Unbattled Fears: Reckoning the National Security》. India: Lancer. ISBN 978-81-7062-331-1.
- Warrier, S. (2014). 《Kamandalu: The Seven Sacred Rivers of Hinduism》. Mayur University. ISBN 978-0-9535679-7-3.

## 더 읽어보기
- Dallapiccola, A. L. (2002). 〈Vajra〉. 《힌두교 신화와 전설 사전》. Thames & Hudson. ISBN 978-0-500-77067-2.
- McArthur, Meher (2002). 《Reading Buddhist Art: An Illustrated Guide to Buddhist Signs And Symbols》. Thames & Hudson.
- Slaje, Walter (2024). 《A Stone of Contention: Afterthoughts on the Rigvedic vájra – and Why a Mace is not an Option》. 《Electronic Journal of Vedic Studies》 29. 1–56쪽. ISSN 1084-7561.